# Canton de Cholet-Ouest
Le canton de Cholet-Ouest est un ancien canton français situé dans le département de Maine-et-Loire.

## Histoire
Le canton de Cholet-Ouest est créé par le décret du 10 août 1961 scindant en deux le canton de Cholet. Il est supprimé par le décret du 23 juillet 1973 réorganisant les cantons de Cholet.

## Composition
Le canton de Cholet-Ouest était composé de :
- la partie de la ville de Cholet délimitée comme suit (axes des rues) : R. D. 20 de Cholet à Maulévrier, rue de Lorraine, rue Sadi-Carnot, du n° 14 au n° 2, rue Nationale, boulevard Gustave-Richard, place de la République, boulevard Hérault, V. O. n° 5 jusqu'à la limite de la commune ;
- les communes de La Séguinière et Saint-Christophe-du-Bois.

## Représentation
| Période | Période | Identité        | Étiquette   | Qualité                     |
| ------- | ------- | --------------- | ----------- | --------------------------- |
| 1961    | 1973    | Georges Prisset | MRP puis CD | Maire de Cholet (1958-1965) |